# Camellia langbianensis
Camellia langbianensis là một loài thực vật có hoa trong họ Theaceae. Loài này được (Gagnep.) P.H.Hô mô tả khoa học đầu tiên năm 1991.